# Unió Esportiva Lleida
Unió Esportiva Lleida foi um clube de futebol espanhol da cidade de Lérida, na Catalunha.
Fundado em 30 de outubro de 1939. mandava seus jogos no Camp d´Esports, com capacidade de 13.500 lugares. Possuía como cores oficiais o azul e o branco.
Em 2011, o Lleida foi colocado em leilão, por conta de suas dívidas, estimadas em 28 milhões de euros. A sede do clube foi vendida ao empresário Sisco Pujol, e em consequência foi rebatizado Lleida Esportiu.